# Boszkowo-letnisko
Boszkowo-letnisko is een plaats in het Poolse district  Leszczyński, woiwodschap Groot-Polen. De plaats maakt deel uit van de gemeente Włoszakowice en telt 100 inwoners.